# 三大學府
三大學府（英語：Big Three），有时也被称作圣三一（英語：Holy Trinity），是美國的一個歷史術語，指的是该国的三个最顶尖的高校：哈佛大學，耶魯大學和普林斯頓大學。 “三大學府”的说法起源於1880年代，當時這三所大學主導著美国的大學橄欖球比赛。1906年，這些學校形成了一個體育運動協議，将自1878年開始的三方橄欖球比賽规范化。這項協議比常春藤聯盟（始于1953年）早了近一個世紀。今天，儘管三所學校已不再是橄欖球强校，但他们之间的競爭仍很激烈。
在网络中，这三所学校常被简写为（汉译：哈耶普），代表着美国认可度最高的三所顶尖高校。